# Tryckfrihet

Reportrar utan gränsers pressfrihetsindex 2014.

Tryckfrihet innebär rätt att trycka och sprida information och uppfattningar fritt i text, till exempel via böcker, internet, tidningar eller flygblad. Tryckfriheten innebär att medborgare och grupper inom landet får publicera alster utan att någon förhandsgranskning eller censur äger rum. Envar har också rätt att fritt distribuera producerade texter.
Tryckfrihet ses ofta som en grundläggande del i fungerande demokratiska samhällen. Varje medborgare i en stat där tryckfrihet råder har rätt att i tryck sprida sina uppfattningar så länge de inte bryter mot någon annan lag vars innehåll begränsar tryckfriheten. Tryckfriheten får dock enligt de demokratiska principerna inte inskränkas mer än vad som krävs för att skydda andra fri- och rättigheter.

## Internationella bestämmelser
Åsikts- och yttrandefrihet samt rätten till informationsspridning slås fast i artikel 19 i den symboliska FN:s deklaration om de mänskliga rättigheterna, men det finns inga formella krav eller kriterier som FN:s medlemsstater måste förhålla sig till. Dessa rättigheter kodifierades senare även i FN:s konvention om civila och politiska rättigheter med tyngre juridisk vikt för de anslutna staterna. Tryckfrihet garanteras i artikel 10 i Europakonventionen och är där obligatorisk och kan uppföljas i Europadomstolen för de mänskliga rättigheterna, där domstolens avgöranden är rättsligt bindande för den berörda staten.

## Tryckfrihet i världen
Enligt Reportrar utan gränsers "Worldwide Press Freedom Index 2007" var Island, Norge, Estland, Slovakien, Belgien, Finland och Sverige de länder som hade mest tryckfrihet i världen. De länder som hade sämst tryckfrihet var Kuba, Myanmar, Turkmenistan, Nordkorea, Iran och Eritrea.

### Sverige
I Sverige är tryckfriheten en grundlagsskyddad rättighet som regleras i tryckfrihetsförordningen. Sveriges första tryckfrihetslag antogs 1766, vilken var den första i världen och vars främste tillskyndare var prästen Anders Chydenius. Tryckfrihetsförordningen och yttrandefrihetsgrundlagen utgör tillsammans ett tämligen starkt skydd för tryck- och yttrandefriheten internationellt sett, och deras grundlagsskydd omfattar bland annat tidningar, böcker, radio- och tv-sändningar samt vissa webbplatser.
Om något brottsligt trycks i en periodisk skrift (tidning, tidskrift), är det utgivaren (eller ägaren, om ansvarig utgivare inte finns) som hålls ansvarig (TF kap. 8, §§ 1 och 2). För texter som inte ingår i en periodisk skrift, är det författaren (eller i vissa fall ansvarig utgivare, förläggare eller tryckare) som kan dömas (TF kap. 8, §§ 5-8 ). 
Kommersiellt material är inte lika skyddat av grundlagarna som annan information.

## Hot mot tryckfriheten
Enligt Reportrar utan gränser var 2009 de 20 värsta hoten mot tryckfriheten i världen följande enskilda personer och grupper:
1. Islamistiska väpnade grupper i Afghanistan, Irak och Pakistan.
2. Isaias Afewerki, Eritreas president.
3. Yahya Jammeh, Gambias president.
4. Teodoro Obiang Nguema, Ekvatorialguineas president.
5. Säkerhetstjänsten i Nigeria.
6. Paul Kagame, Rwandas president.
7. Mohamed Warsame Darwish, chef för underrättelsetjänsten i Somalia.
8. Al-Shabab, den islamistiska milisen i Somalia.
9. Mswati III, kung av Swaziland.
10. Robert Mugabe, Zimbabwes president.
11. Águilas Negras, högerextremistisk paramilitär grupp i Colombia.
12. FARC, vänsterextremistisk narkotikagerilla i Colombia.
13. Narkotikakartellerna i Mexiko.
14. Raúl Castro, Kubas president.
15. Than Shwe, ledare för militärjuntan i Burma.
16. Hu Jintao, Kinas president.
17. Kim Jong-il, kommunistpartiets ledare i Nordkorea.
18. Choummaly Sayasone, Laos president.
19. Väpnade grupper i Nepal.
20. Velupillai Prabhakaran, ledare för de Tamilska befrielsetigrarna.